# الاعتداء على خطوط نقل الكهرباء في اليمن

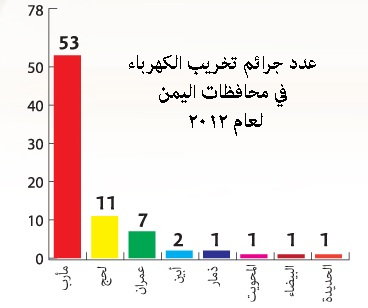
عدد الاعتدائات على الكهرباء حسب المحافظة

زادت حدة الاعتداءات على خطوط نقل الكهرباء في اليمن في ذروة ثورة الشباب اليمنية منتصف العام 2011 ، وكانت ولا زالت أغلب الاعتداءات تقع في محافظة مأرب في «خطوط نقل الطاقة الكهربائية مأرب ـ صنعاء» ، المكونة من 490 برجاً ممتده بين المحافظتين، في مأرب توجد محطة مأرب الغازية التي تولد الكهرباء لأغلب محافظات اليمن عبر الشبكة الوطنية، تبلغ إجمالي طاقة الكهرباء 850 ميجا وات في بلد سكانه 25 مليون نسمة، تنوعت أعمال التخريب ضد خطوط نقل الكهرباء، بين اعتدائات بالرصاص والقذائف والعبوات الناسفة، وبالخبطات الحديدية، أو حتى بمنع الفرق الفنية من إصلاح التخريب ، بلغت عدد الاعتداءات 141 اعتداء منذ 2010 ، منها 59 اعتداءً خلال الفترة من 1 مايو 2012 إلى 15 مارس 2013 في محافظة مأرب ، و13 اعتداء في محافظة صنعاء خلال الفترة نفسها. وبلغت خسائر الاعتداءات 33 مليار ريال يمني
في مايو 2012 وجه وزير الكهرباء اليمني الدكتور صالح سميع أصابع الإتهام مباشرة للرئيس السابق علي عبد الله صالح واصفاً اياه بأنه «زعيم عصابة الخمسة الذين يتناوبون على قطع الكهرباء»  ، نشرت وسائل اعلامية تقارير عن وزارة الداخلية بأسماء المتهمين بالاعتداء على الكهرباء في الفترة مايو 2012 إلى منتصف مارس 2013 وصل عددهم لأكثر من 75 مطلوب أمنياً . وغالباً ما تكتفي الداخلية بالكشف عن أسماء اشخاص تقول إنهم متهمون بتفجير انابيب النفط أو تخريب الكهرباء لكنها لم تعلن انها القت القبض على اياً منهم.
في تقرير المبعوث الأممي جمال بنعمر أمام مجلس الأمن عن الأوضاع في اليمن أشار إلى أن هناك من يسعى لتقويض العملية السياسية في اليمن من خلال الهجمات المتكررة على ابراج الكهرباء وأنابيب النفط فيما أكتفت الحكومة عملياً بتصريحات بين الحين والآخر تؤكد فيها أن الاعتداءات على الكهرباء لدوافع سياسية  وتتعدد اسباب الاعتداءات من مطالب توظيف أو إفراج عن سجناء.
القبائل في مأرب ترفض الاعتداءات على الكهرباء في منطقتها وفي يونيو 2013 قاموا بتوقيع وثيقة تهدر دم المخربين في المحافظة 
خلال الحرب الأهلية اليمنية (2015) الجارية بين الحوثيين وحلفائهم من القوات الموالية لعلي عبد الله صالح من طرف والقوات الحكومية الموالية للرئيس عبد ربه منصور هادي دمرت أغلب خطوط نقل الطاقة إلى صنعاء وانقطعت بشكل كامل منذ شهر أغسطس 2015.